# ウィリアム・メディル
ウィリアム・メディル（William Medill、1802年2月 - 1865年9月2日）はアメリカ合衆国オハイオ州の民主党の政治家。第22代オハイオ州知事。
デラウェア州ニューキャッスル郡で生まれ、メディルはオハイオ州下院議員に選出され1835年から1838年まで務め、1836年から1837年までは下院議長であった。彼は1838年に連邦下院議員に選出され、1839年から1843年まで務めた。1842年、3選を逃す。郵政長官の補佐（the second assistant postmaster general）をしばらく務めた後、メディルはジェームズ・ポーク大統領にインディアン事務委員（Commissioner of Indian Affairs）に任命された。1850年にオハイオ州に戻り、1850年から1851年の州憲法制定会議の議長を務めた。新設されたオハイオ州副知事に1851年に選出され1852年に就任、ルーベン・ウッド知事がチリの領事館に移るために1853年7月13日に辞任するまで務めた。メディルは州知事となったが、1855年に反奴隷制主義者のサーモン・チェイスに再選を阻まれた。